# Gulf Shores

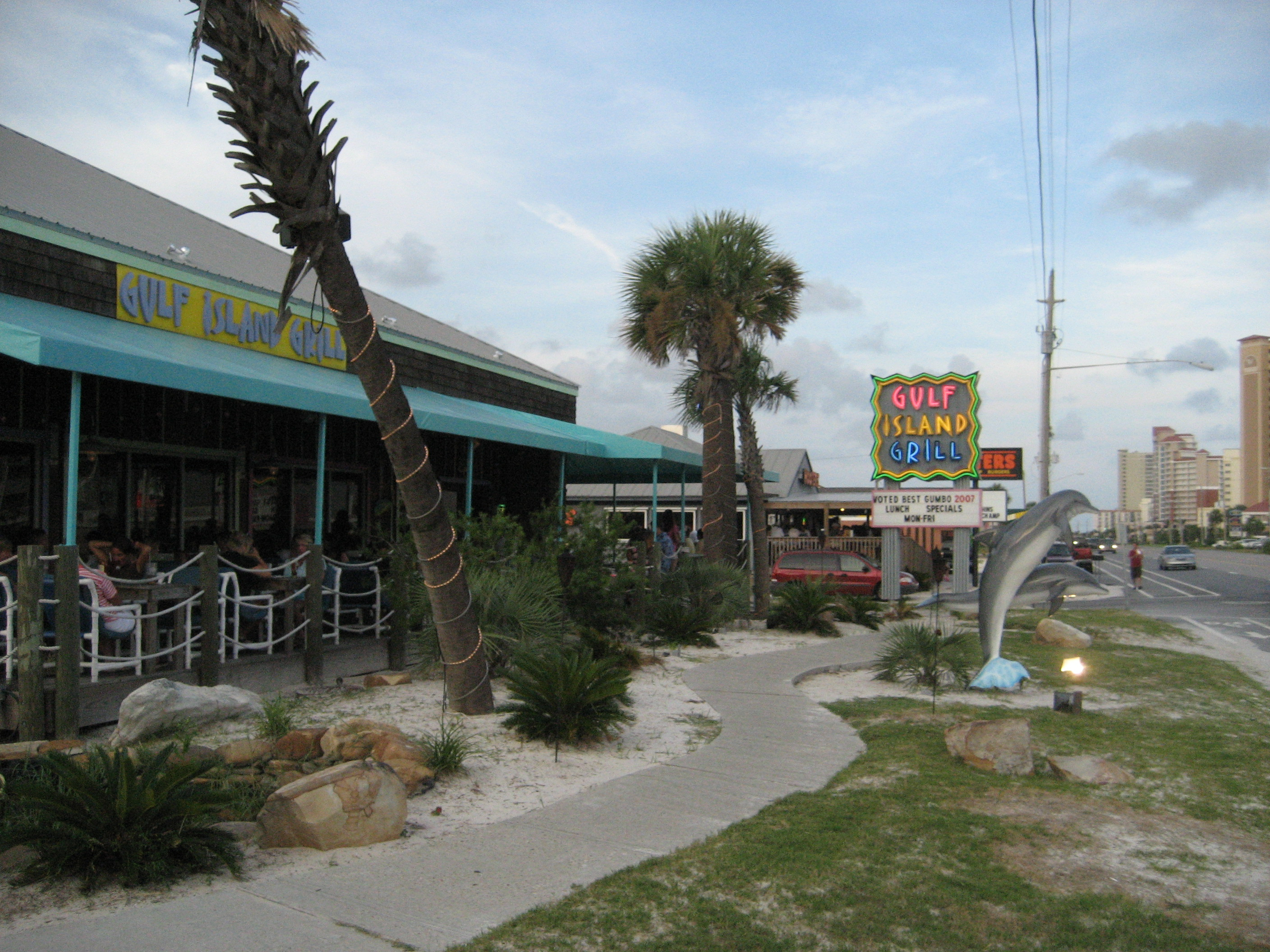
Gulf Shores

Gulf Shores é uma cidade localizada no estado americano do Alabama, no Condado de Baldwin.

## Demografia
Segundo o censo americano de 2000, a sua população era de 5044 habitantes.
Em 2006, foi estimada uma população de 8814, um aumento de 3770 (74.7%).

## Geografia
De acordo com o United States Census Bureau tem uma área de 59,6 km², dos quais 47,6 km² cobertos por terra e 12,0 km² cobertos por água. Gulf Shores localiza-se a aproximadamente 2 m acima do nível do mar.

## Localidades na vizinhança
O diagrama seguinte representa as localidades num raio de 32 km ao redor de Gulf Shores.